# Partenio
Partenio (gr. Παρθένιο; gr. klas. Παρθένιον, Parthénion, „Góra Dziewicy”) – góra na granicy Arkadii i Argolidy o wysokości 1215 m n.p.m., znajdująca się między miejscowościami Achladokambos (na północny wschód od niej) i Parteni (na południowy zachód), o 16 kilometrów na wschód od stolicy prefektury Arkadii, Tripoli i w podobnej odległości od Tegei. Góra Partenion oddzielała w starożytności od Tegei nadmorską równinę Hysiae
W starożytności górę Partenion wiązano z kilkoma bohaterami mitologicznymi. Została na niej porzucona przez ojca niezadowolonego z tego, że urodziła mu się córka, mała Atalanta, którą wykarmiła niedźwiedzica. Później sama Atalanta porzuciła na tej górze swego syna Partenopajosa, którego odnaleźli pasterze króla Tegei, Korytosa. Na górze Partenion porodziła też w ukryciu swego syna, Telefosa, prowadzona na śmierć Auge, córka króla Tegei Aleosa. Telefosa wykarmiła potem łania, a odnaleźli go ci sami pasterze, którzy odnaleźli Partenopajosa. Na górze Partenion istniał w starożytności okrąg kultowy poświęcony Telefosowi.